# Ladislas Redigue a tři společníci
Ladislas Radigue a tři společníci († 26. května 1871, Paříž) jsou skupina francouzských římskokatolických kněží a řeholníků kongregace Nejsvětějších Srdcí, zabitých při masakru v Rue Haxo během tzv. krvavého týdne, jež byl součástí Pařížské komuny. Katolická církev je uctívá jako blahoslavené mučedníky.

## Smrt

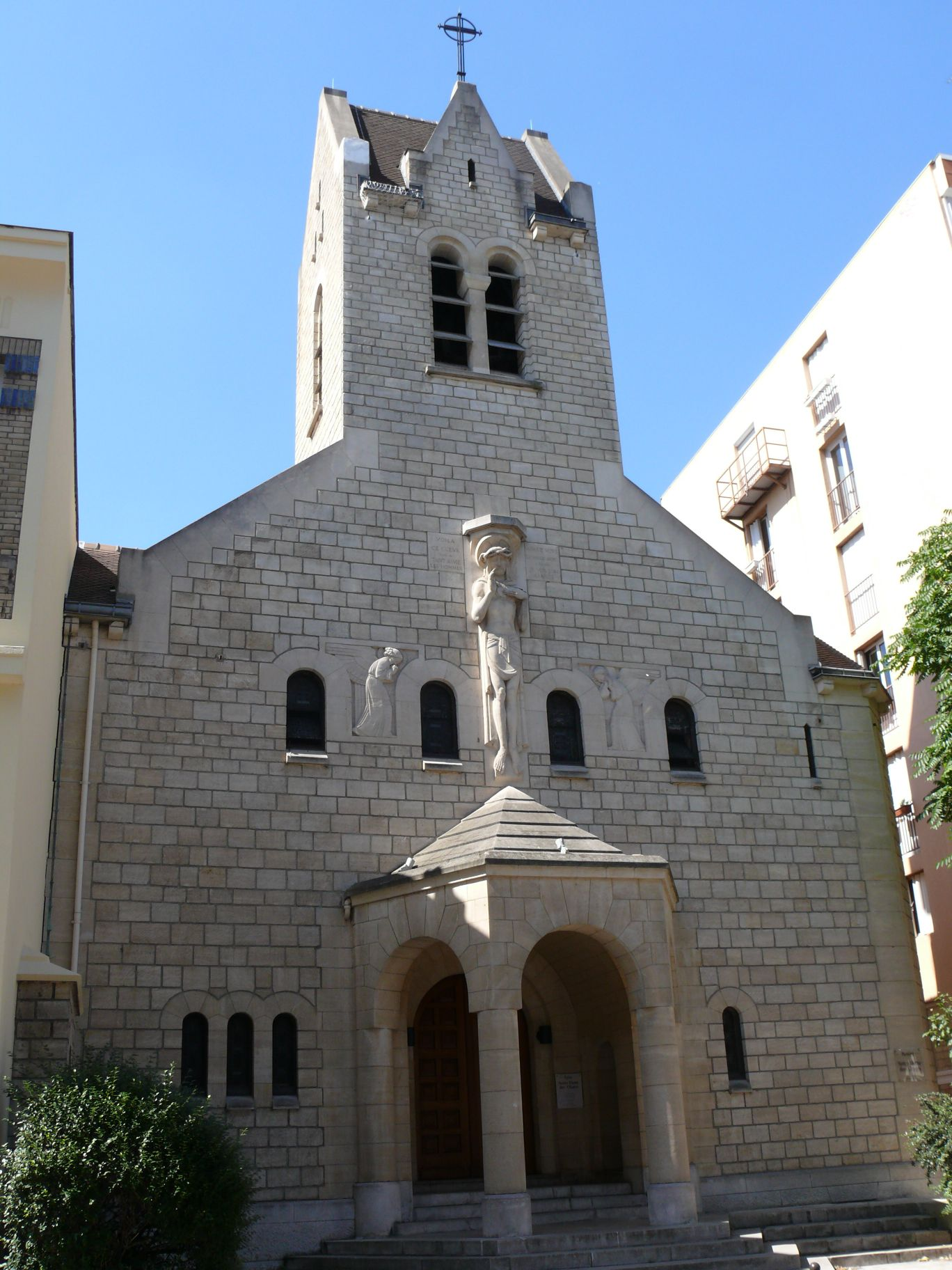
Kostel Notre-Dame-des-Otages, postavený na počest obětí v místě, kde došlo k vraždám

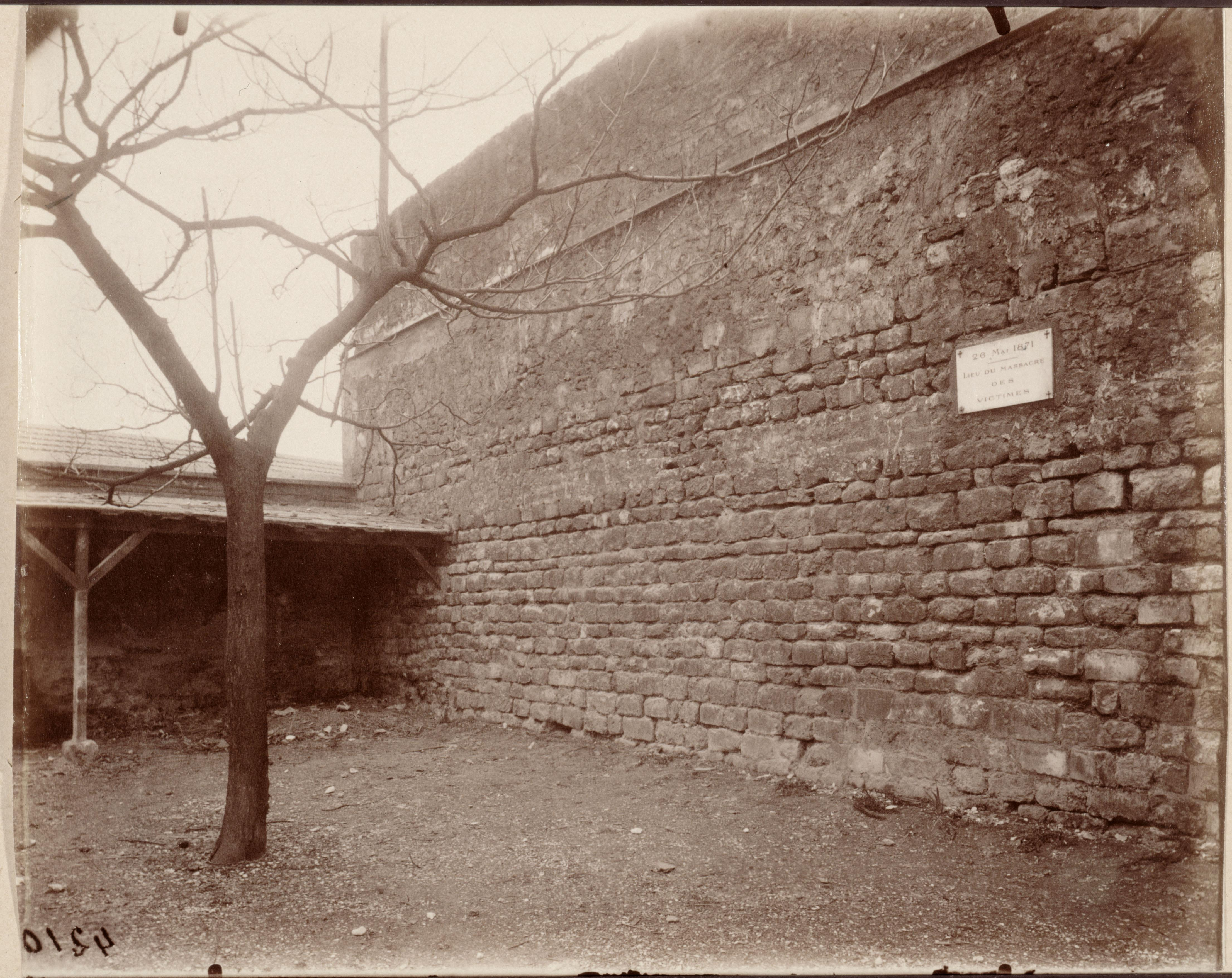
Místo masakru na Rue Haxo (fotografie od Eugène Atgeta)

Dne 12. dubna 1871 byli v řeholním domě kongregace Nejsvětějších Srdcí v Paříži zatčeni čtyři řeholní kněží. Nejprve byli drženi v policejních kasárnách, poté převezeni do věznice Mazas. Nakonec byli převezeni do věznice La Grande Roquette v Paříži. Zde byli spolu s dalšími spoluvězni dne 26. května 1871 brutálně postříleni radikálními povstalci, zvanými Pařížská komuna.

## Biografie jednotlivých mučedníků
- Bl. Armand-Pierre (Ladislas) Radigue, SSCC (* 8. května 1823, Saint-Patrice-du-Désert) – ve dvaceti letech vstoupil do kongregace Nejsvětějších Srdcí. Přijal řeholní jméno Ladislas. Dne 22. dubna 1848 byl vysvěcen na kněze. Nejprve působil jako novicmistr, poté jako generální vikář kongregace a nakonec jako její představený v Paříži.[3][4][5]
- Bl. Jules (Polycarp) Tuffier, SSCC (* 14. března 1807, Le Malzieu) – jako dítě studoval na koleji kongregace Nejsvětějších Srdcí, přičemž se do ní rozhodl vstoupit. Řeholní sliby složil dne 14. května 1823. Zvolil si řeholní jméno Polikarp. Roku 1830 byl vysvěcen na kněze. Nejprve vystřídal několik působišť, načež působil ve vedení své kongregace. Vyznačoval se jako dobrý kazatel.[3][4][6]
- Bl. Jean-Marie (Marcellin) Rouchouze, SSCC (* 14. prosince 1810, Saint-Julien-en-Jarez) – dne 2. února 1837 složil v kongregaci Nejsvětějších Srdcí své řeholní sliby. Přijal řeholní jméno Marcellin. Vyučoval latinu, matematiku a filozofii na školách spravovaných jeho kongregací Belgii. Dne 5. června 1852 byl vysvěcen na kněze.[3][4][7]
- Bl. Jean-Pierre-Eugène (Frézal) Tardieu, SSCC (* 18. listopadu 1814, Chasseradès) – dne 24. dubna 1839 složil v kongregaci Nejsvětějších Srdcí své řeholní sliby, kdy přijal řeholní jméno Frézal. O rok později byl vysvěcen na kněze. Působil ve vedení noviců. Noviciátem provedl mimo jiné sv. Damiena de Veuster, SSCC, kněze jenž později působil mezi malomocnými na ostrově Molokai.[3][4][8]

Galerie mučedníků
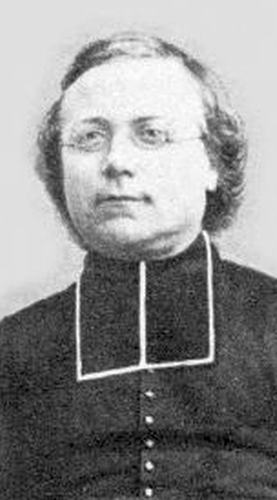
bl. Ladislas Radigue
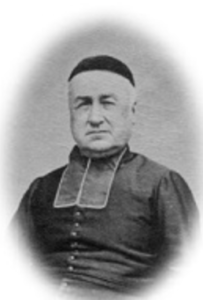
bl. Polycarpe Tuffier
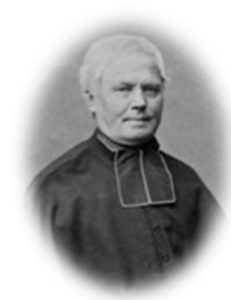
bl. Marcellin Rouchouze
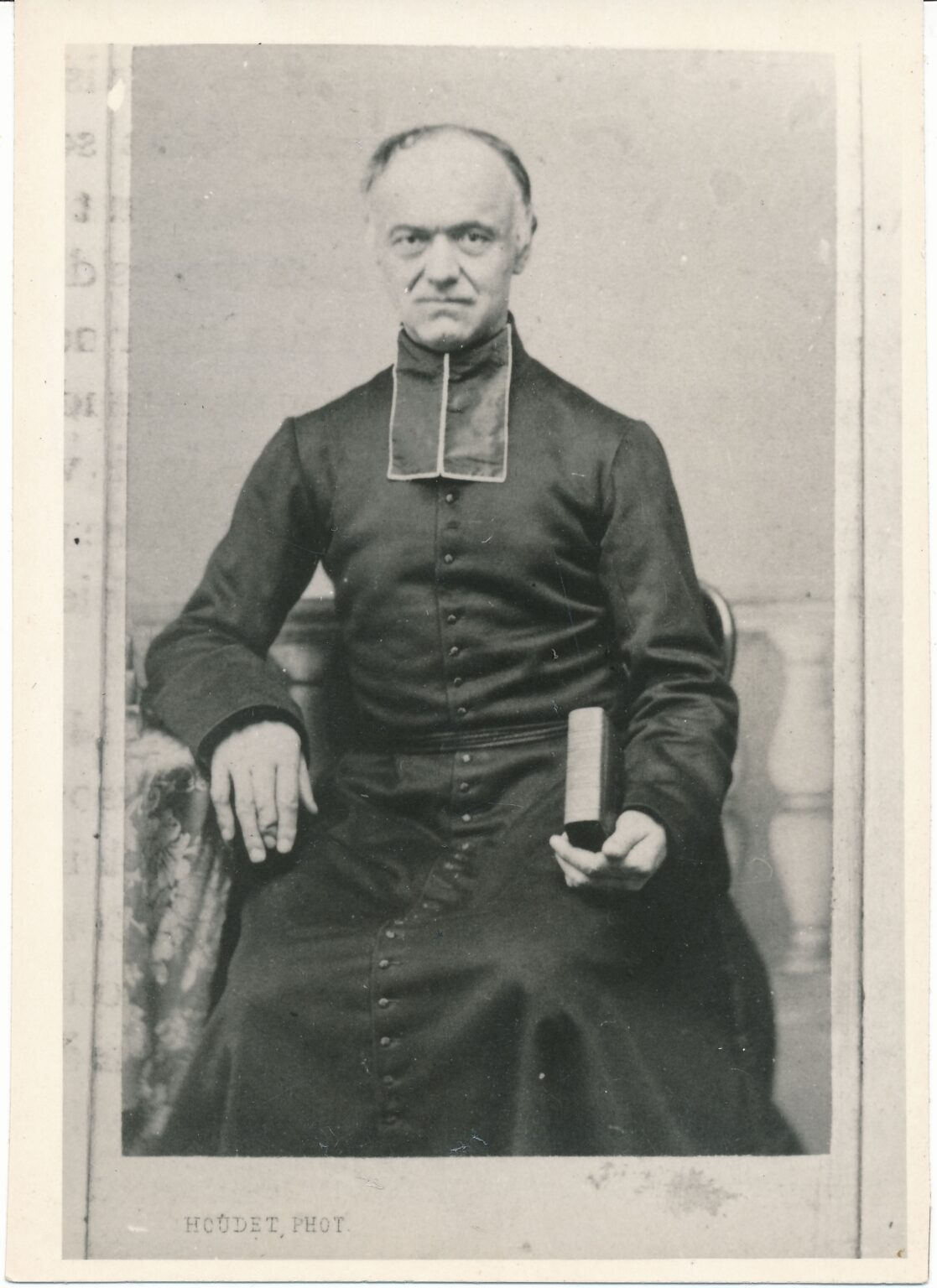
bl. Frézal Tardieu

## Úcta
Jejich beatifikační proces započal dne 29. října 2015. Dne 25. listopadu 2021 podepsal papež František dekret o jejich mučednictví.
Blahořečeni pak byli dne 22. dubna 2023 v kostele sv. Sulpicia v Paříži. Spolu s nimi byl blahořečen také jejich spoluvězeň, kněz kongregace Bratří svatého Vincence z Pauly Henry Planchat, který byl zastřelen ve stejný den. Obřadu předsedal jménem papeže Františka kardinál Marcello Semeraro.
Jejich památka je připomínána 26. května.